# TV 온 더 라디오
TV 온 더 라디오(TV on the Radio, TVotR)는 2001년 뉴욕주 브루클린에서 결성된 미국의 음악 그룹이다. 이들은 얼터너티브 록에서 일렉트로, 프리 재즈, 솔까지 다양한 장르의 음악을 구사한다. 데뷔작인 《Young Liars》 (2003년)를 포함해 몇 개의 EP를 발매했고 호평을 받은 음반들 《Desperate Youth, Blood Thirsty Babes》 (2004년), 《Return to Cookie Mountain》 (2006년), 《Dear Science》 (2008년)를 발매했다.

## 음반 목록

### 정규 음반
1. OK Calculator (2002년)
2. Desperate Youth, Blood Thirsty Babes (2004년)
3. Return to Cookie Mountain (2006년)
4. Dear Science (2008년)
5. Nine Types of Lights (2011년)
6. Seeds (2014년)

### EP
1. Young Liars (2003년)
2. "Staring at the Sun" (2004년)
3. Live Sessions (2007년)
4. Live at Amoeba Music (2007년)
5. Read Silence (2009년)